# Wong Yuk-long
Wong Yuk-long (xinès tradicional: 黃振隆, xinès simplificat: 黄振隆, pinyin: Huáng Zhènlóng; Hong Kong, 1950), conegut al món anglòfon com Tony Wong, és un autor i empresari d'editorials de còmic xinès natural de Hong Kong on hi reforçà el desenvolupament d'aquest gènere amb l'editorial Jademan Comics.

## Carrera
Debutà en l'àmbit dels còmics quan tenia 13 anys quan publicaren una obra seua a la revista Epoch Comic Weekly. En 1971, començà la seua pròpia empresa, Yuk-long Picture Book Company. Allí produí còmics coneguts en anglès com Little Vagabond, The Son of Ultraman i Solar Lord.
L'any 1972 inicià el seu còmic més conegut de kung fu, Siu Lau-man, que el 1975 tingué el nom canviat per Lung Fu Mun perquè el nom original tenia connotacions relatives a la maldat i activitats antisocials. No solament canvià el nom, sinó que els personatges es deia que venien del Japó, i no d'allotjament públic, de manera que les històries es tornaren menys realistes per a evitar les crítiques que deien que donaven un mal exemple per als joves o que mostraven una visió negativa de la societat de Hong Kong. L'estil d'aquest popular obra es caracteritza per una forta influència del còmic japonès, manga, a nivell de format i estil d'expressió, destacant la influència del mangaka Mochizuki Mikiya. Amb la Llei de Publicacions Indecents de 1975, les obres de manhua havien de passar un control i aprovació previs a la publicació si pretenien ser publicades a revistes, no a diaris. Així, l'autor deixà de publicar en format de revista i passà a publicar diàriament seguint el format de tabloide. Aquest format durà dos anys perquè el contingut deixà de ser tan violent i tornaren a publicar en format de revista.
Amb l'èxit de la seua obra Tony Wong passà a dominar el mercat, mantenint tècniques de dibuix i històries. L'èxit soles trobava un competidor, que era Shangguao Xiaobao i que acabà sent comprat a la dècada dels vuitanta.
També inicià dos revistes, Sang Po i Golden Bo Daily, amb les quals s'establiria com la principal espenta per al còmic de Hong Kong. En els anys vuitanta del segle xx, fundà Jademan Comics, editorial amb la qual va tindre virtualment el monopoli de la indústria del còmic allí. El 1986 arribà a entrar en borsa però el 1987, durant la crisi econòmica de l'octubre de 1987, tancà. El 1991 fou empresonat pel delicte de falsificació. Després d'eixir de la presó, fundà Jade Dynasty amb la qual tornaria a publicar còmics.